# اديسلاس غولدشتاين
اديسلاس غولدشتاين (بالإنجليزية: Ladislas Goldstein)‏ (و. 1906 – 1994 م) هو فيزيائي، ومهندس، وعالم نووي من المجر . وكان عضواً في جمعية مهندسي الكهرباء والإلكترونيات .
توفي عن عمر يناهز 88 عاماً.

## التعليم
تعلم في جامعة باريس

## جوائز
حصل على جوائز منها:
- زمالة غوغنهايم.